# 細胞器
细胞器（英語：organelle）又称，是细胞质基质内具有一定形态、结构及化学成分，且能执行特定生理功能的亚细胞单位；有些细胞器能进行自我复制。细胞器名称源于这些结构如同身体的器官一样，可视作细胞的“小器官”（接尾辭 -elle 是指小詞）。
细胞器分为有膜细胞器和无膜细胞器两类。有膜细胞器被生物膜包裹，可为具双层膜或单层膜的结构；无膜细胞器则不被膜包裹，又称非膜结合细胞器。原核生物仅有无膜细胞器。
虽然大多数细胞器是细胞内的功能单位，但一些延伸到细胞外的功能单位，例如纤毛、鞭毛以及毛囊，通常情况下也被称为细胞器。
细胞器、细胞质基质、细胞骨架三者统称为细胞质。

## 历史
在生物学中，器官被定义为生物体内的受限功能单元。细胞器这种身体器官与微观细胞亚结构的类比是直观形象的，因为即使从早期的出版物来看，提出这类描述的教科书的作者也很少详细说明两者之间的区别。
在 18 世纪 30 年代，Félix Dujardin 驳斥了 Ehrenberg 的理论（Ehrenberg 认为微生物具有与多细胞动物相同的器官，只是这些器官更小罢了）。
历史上，首次用“较小的器官”（little organ）称呼细胞器的是德国动物学家  Karl August Möbius （1884）。他用了 organula（复数形式 organulum，是拉丁文  organum 对应的小词）。在该杂志下一期作为更正发表的脚注中，他证明了将单细胞生物的“器官”称为“细胞器”的建议是正确的，因为与多细胞器官相似，它们是单细胞的不同组成部分。

## 分类
细胞器可依各自拥有膜的层数大致分为三类（广义的細胞器还包括囊泡及核小体等）：
- 双层膜內共生体细胞器，主要包括叶绿体、线粒体、质体等；
- 单层膜細胞器，主要包括内质网、高尔基体、液泡、溶酶体、过氧化物酶体、圆球体、微体等；
- 无膜细胞器，主要包括核糖体、中心体、穹窿体、微管、微丝等。

## 重要的细胞器

### 细胞核
细胞核是真核细胞的细胞器。它是真核细胞内最大、最重要的细胞器，內含有遺傳物質脱氧核糖核酸（DNA），可作为遗传与代谢的调控中心。真核细胞有核膜隔离出的细胞核，是其区别于原核细胞的最显著的标志之一。
所有真核细胞，除高等植物韧皮部成熟的筛管和哺乳动物成熟的红细胞等极少数例外，都含有细胞核。一般来说，真核细胞失去细胞核会导致细胞的死亡，细胞核大多数呈球形或者卵圆形。

### 线粒体与叶绿体
线粒体是雙層膜構成的细胞器，進行呼吸作用產生能量以維持細胞生存，可比喻為細胞的發電廠。
叶绿体是绿色植物和藻类等真核自养生物细胞中专业化亚单元的细胞器。其主要作用是进行光合作用，以提供自养生物所需能量